# Slag bij Antietam
De Slag bij Antietam (zuidelijke naam: Slag bij Sharpsburg) op 17 september 1862 bij Sharpsburg in Maryland was de eerste grote veldslag uit de Amerikaanse burgeroorlog die op Noordelijk grondgebied werd uitgevochten. Het was de bloedigste veldslag van één dag in de geschiedenis van de Verenigde Staten, met meer dan 23.000 slachtoffers.
Nadat generaal-majoor George B. McClellan generaal Robert E. Lee in Maryland had achtervolgd, lanceerde hij een reeks van aanvallen op de defensieve stellingen van Lee bij Antietam Creek. In de vroege morgen van 17 september viel het korps van generaal-majoor Joseph Hooker de Zuidelijke linkerflank aan. Aanvallen en tegenaanvallen volgden elkaar op rond Dunker Church. Noordelijke aanvallen bij de Sunken Road doorbraken de Zuidelijke linie in het centrum van de slag. Dit succes werd echter niet uitgebuit. In de namiddag werd het korps van generaal-majoor Ambrose Burnside ingezet om de stenen brug over de Antietam te veroveren en de Zuidelijke rechterflank aan te vallen. Op dit cruciaal moment arriveerde de divisie van generaal-majoor A.P. Hill van Harpers Ferry en voerde onmiddellijk een tegenaanval uit. Burnside moest zich terugtrekken. Dit betekende het einde van de slag. Hoewel Lee tegenover een dubbel zo sterke overmacht stond, zette hij zijn volledige leger in terwijl McClellan slechts mondjesmaat inzette. Zo kon Lee telkens opnieuw zijn linie versterken op de kritieke punten. Tijdens de nacht versterkten beide legers hun linies. In de loop van 18 september volgden nog verschillende schermutselingen terwijl Lee zijn uitgedunde leger terugtrok over de Potomac.
Ondanks de Noordelijke overmacht slaagde McClellan er niet in om een sterke aanval uit te voeren en het Zuidelijke leger te vernietigen. Toch was Lees invasie van Maryland voorbij. Het Zuidelijke leger trok zich terug naar Virginia zonder last te hebben van de voorzichtige McClellan. Hoewel tactisch onbeslist had deze veldslag toch een unieke betekenis als strategische overwinning die president Abraham Lincoln voldoende vertrouwen gaf om zijn Emancipatieproclamatie aan te kondigen. Dit ontmoedigde de Engelse en Franse regeringen om de Zuidelijken staten te erkennen.

## Achtergrond en de Maryland-veldtocht

### Maryland! My Maryland!

Maryland-veldtocht van 3 tot 15 september 1862.

Het Army of Northern Virginia van de Zuidelijke generaal Robert E. Lee (55.000 man sterk) was Maryland binnengevallen op 3 september 1862 na de recente overwinning in de Tweede Slag bij Bull Run op 29 augustus. Lee wilde zijn leger bevoorraden, vrijwilligers aanlokken uit Maryland (waar veel mensen met het Zuiden sympathiseerden) en de publieke opinie in het Noorden beïnvloeden, omdat er verkiezingen in aantocht waren. Helaas voor Lee stonden de Marylanders niet te dringen om zich bij zijn leger aan te sluiten. Ze waren niet onder de indruk van de muziek Maryland, My Maryland die de Zuidelijke muziekkorpsen speelden. Sommige Zuidelijke politici zoals de president Jefferson Davis hoopten op een erkenning van de Zuidelijke staten door de Europese grootmachten mocht het Zuidelijke leger een overwinning behalen op Noordelijke bodem.

### Gerold om drie sigaren
Terwijl generaal-majoor George McClellans 90.000 mans sterke leger probeerde om de marsroute van Lee's leger af te snijden kreeg hij een buitenkansje: twee Noordelijke soldaten (korporaal Barton W. Mitchell en Eerste sergeant John M. Bloss) vonden orders van generaal Lee (Generale Order nummer 191), gerold om drie sigaren, die door een Zuidelijke koerier waren verloren. Deze papieren bevatten de gedetailleerde strijdplannen, die aangaven dat Lee zijn leger in drieën had verdeeld en naar drie verschillende plaatsen had gestuurd, wat McClellan de mogelijkheid gaf om ieder van de drie delen in detail aan te vallen, als hij snel genoeg handelde. Maar McClellan treuzelde 18 uur om iets met deze informatie te doen en gaf zo een gouden mogelijkheid op om het leger van Lee beslissend te verslaan.
Een zijstapje naar de Alternatieve geschiedenis: Harry Turtledove verkent in zijn boek How Few Remain wat er gebeurd had kunnen zijn als de order niet verloren was geweest: generaal Lee verovert Washington D.C. ...
Voorafgaand aan de slag bij Antietam hadden nog twee gevechten op kleinere schaal plaatsgevonden: Thomas "Stonewall" Jackson's inname van Harper's Ferry en McClellan's aanval door de Blue Ridge Mountains in de Slag bij South Mountain. De eerste slag was belangrijk omdat een groot deel van het Zuidelijke leger niet onmiddellijke beschikbaar was voor Lee; en de tweede slag voor de Noordelijken vertraging opleverde bij het veroveren van de passen. Hierdoor slaagde Lee er toch nog in om zijn leger bij Sharpsburg te concentreren.

## Samenstelling van de legers

### Army of Northern Virginia
Generaal Lees Army of Northern Virginia was ingedeeld in twee korpsen of vleugels.
Het eerste korps werd aangevoerd door generaal-majoor James Longstreet en bestond uit de divisies van:
- Generaal-majoor Lafayette McLaws met de brigades van brigadegeneraals Joseph B. Kershaw, Howell Cobb, Paul J. Semmes en William Barksdale.
- Generaal-majoor Richard H. Anderson met de brigades van kolonels Alfred Cumming, W.A. Parham en Carnot Posey en brigadegeneraals Lewis A. Armistead, Roger A. Pryor en Ambrose R. Wright.
- Brigadegeneraal David R. Jones met de brigades van brigadegeneraals Robert A. Toombs, Thomas F. Drayton, Richard B. Garnett, James L. Kemper en kolonels Joseph T. Walker en George T. Anderson.
- Brigadegeneraal John G. Walker met de brigades van colonel Van H. Manning en brigadegeneraal Robert Ransom, Jr..
- Brigadegeneraal John Bell Hood met de brigades van kolonel William T. Wofford en Evander M. Law.
- Onafhankelijke brigade van brigadegeneraal Nathan G. "Shanks" Evans.

Het Tweede korps stond onder leiding van generaal-majoor Thomas J. "Stonewall" Jackson en bestond uit de divisies van:
- Brigadegeneraal Alexander R. Lawton met de brigades van kolonel Marcellus Douglass, brigadegeneraal Jubal A. Early, kolonel James A. Walker en brigadegeneraal Harry T. Hays
- Generaal-majoor A.P. Hill (de Light Division) met de brigades van brigadegeneraals Lawrence O'Bryan Branch, Maxcy Gregg, James J. Archer en William Dorsey Pender en kolonels John M. Brockenbrough en Edward L. Thomas.
- Brigadegeneraal John R. Jones met de brigades van kolonel A.J. Grigsby, E. T. H. Warren, Bradley T. Johnson en brigadegeneraal William E. Starke.
- Generaal-majoor Daniel H. Hill met de brigades van brigadegeneraals Roswell S. Ripley, Robert E. Rodes, Samuel Garland, Jr., George B. Anderson en kolonel Alfred H. Colquitt.

Daarnaast was er het cavaleriekorps onder leiding van generaal-majoor J.E.B. Stuart en de reserve-artillerie geleid door brigadegeneraal William N. Pendleton. Het tweede korps had artillerie per divisie terwijl het eerste korps artillerie op korpsniveau had.

### Army of the Potomac

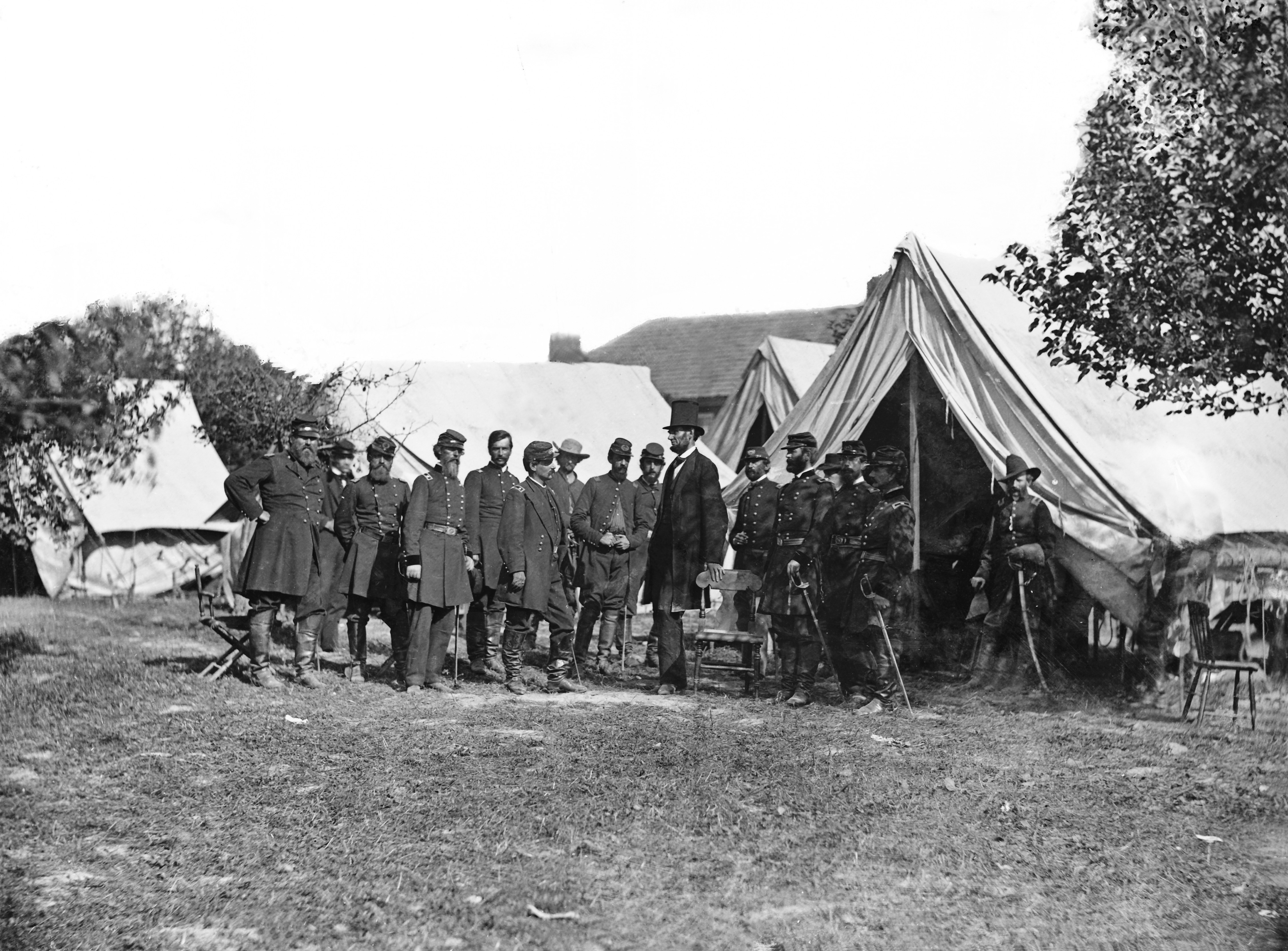
Lincoln met McClellan en zijn staf bij Grove Farm na de slag

Generaal-majoor George B. McClellans leger was versterkt met eenheden van generaal John Popes Army of Virginia en telde zes korpsen.
Het I Corps geleid door generaal-majoor Joseph Hooker bestond uit de divisies van:
- Brigadegeneraal Rufus King met de brigades van kolonel Walter Phelps en brigadegeneraals Abner Doubleday, Marsena R. Patrick en John Gibbon.
- Brigadegeneraal James B. Ricketts met brigades van brigadegeneraal Abram Duryée, kolonel William A. Christian en brigadegeneraal George L. Hartsuff.
- Brigadegeneraal George G. Meade met de brigades van brigadegeneraal Truman Seymour en kolonel Thomas F. Gallagher.

Het II Corps stond onder bevel van generaal-majoor Edwin V. Sumner en bestond uit de divisies van:
- Generaal-majoor Israel B. Richardson met de brigades van brigadegeneraals John C. Caldwell, Thomas F. Meagher en kolonel John R. Brooke.
- Generaal-majoor John Sedgwick met de brigades van brigadegeneraals Willis A. Gorman, Oliver O. Howard en Napoleon J.T. Dana.
- Brigadegeneraal William H. French met de brigades van brigadegeneraal Nathan Kimball, kolonel Dwight Morris en brigadegeneraal Max Weber.

Het V Corps werd aangevoerd door generaal-majoor Fitz John Porter en bestond uit de divisies van:
- Generaal-majoor George W. Morell met de brigades van kolonel James Barnes, brigadegeneraal Charles Griffin en kolonel T.B.W. Stockton.
- Brigadegeneraal George Sykes met de brigades van luitenant-kolonel Robert C. Buchanan, majoor Charles S. Lovell en kolonel Gouverneur K. Warren.
- Brigadegeneraal Andrew A. Humphreys met de brigades van brigadegeneraal Erastus B. Tyler en kolonel Peter H. Allabach.

Het VI Corps geleid door generaal-majoor William B. Franklin met de divisies van:
- Generaal-majoor Henry W. Slocum met de brigades van kolonel Alfred T.A. Torbert, kolonel Joseph J. Bartlett en brigadegeneraal John Newton.
- Generaal-majoor William F. "Baldy" Smith met de brigades van brigadegeneraals Winfield S. Hancock en William T. H. Brooks en kolonel William H. Irwin.
- Een divisie van het IV Corps onder bevel van generaal-majoor Darius N. Couch met de brigades van brigadegeneraals Charles Devens, Jr., Albion P. Howe en John Cochran.

Het IX Corps aangevoerd door generaal-majoor Ambrose E. Burnside bestaande uit de divisies van:
- Brigadegeneraal Orlando B. Willcox met de brigades van kolonel Benjamin C. Christ en Thomas Welsh.
- Brigadegeneraal Samuel D. Sturgis met de brigades van brigadegeneraals James Nagle en Edward Ferrero.
- Brigadegeneraal Isaac P. Rodman met de brigades van kolonel Harrison S. Fairchild en Edward Harland.
- Kanawha Division onder leiding van brigadegeneraal Jacob D. Cox met brigades van kolonel Hugh Ewing en George Crook.

Het XII Corps geleid door generaal-majoor Joseph K. Mansfield bestaande uit de divisies van:
- Brigadegeneraal Alpheus S. Williams met de brigades van brigadegeneraal Samuel W. Crawford en George H. Gordon.
- Brigadegeneraal George S. Greene met de brigades van luitenant-kolonel Hector Tyndale, kolonel Henry J. Stainrook en William B. Goodrich.
- Cavaleriedivisie van brigadegeneraal Alfred Pleasonton met brigades van majoor Charles J. Whiting en kolonels John F. Farnsworth, Richard H. Rush, Andrew T. McReynolds en Benjamin F. Davis.

## De slag

Kaart van de Slag bij Antietam

Bij het stadje Sharpsburg stelde Lee op 15 september zijn leger op langs het riviertje Antietam Creek op een lage heuvelrug. Hij had goede defensieve stellingen uitgezocht. Het landschap was doorsneden met heggen en hekken, muren en kleine depressies. De creek vormde maar een kleine natuurlijke barrière. Het was 18 tot 30 m breed en op sommige plaatsen makkelijk over te steken. Drie stenen bruggen lagen ongeveer 1,5 km uit elkaar. Het was ook een gevaarlijke positie. Hun enige ontsnappingsroute bij een eventuele nederlaag was Boteler’s Ford over de Potomac bij Sheperdstown. In de avond van de 15de september telde Lees leger amper 18.000 soldaten. Het Noordelijke leger was drie keer sterker.
De eerste twee Noordelijke divisies arriveerden in de namiddag van de 15de september. De rest van het leger zou diezelfde avond op het slagveld aankomen. McClellan was al op 16 september ter plaatse aangekomen, maar zijn gebruikelijke (overdreven) voorzichtigheid vertraagde zijn aanval op Lee, die daardoor de mogelijkheid kreeg de Zuidelijke posities te versterken en om de legerkorpsen van Longstreet en Jackson (minus de divisie van A.P. Hill) bij Lee's leger te voegen. Jackson nam de linker of noordelijke flank voor zijn rekening. Longstreet kreeg de rechter- of zuidelijke flank onder zijn hoede. Ze stonden opgesteld langs een 6 km lange slaglinie.
Op de avond van 16 september gaf McClellan het I Corps van generaal-majoor Joseph Hooker opdracht om de Antietam Creek over te steken om de kracht van de vijandelijke posities te verkennen. George Meade's divisie van reguliere troepen viel voorzichtig de Zuidelijken onder John Bell Hood bij de East Woods aan. 's Nachts bleef de artillerie vuren, terwijl McClellan doorging met positioneren van zijn troepen. Hij wilde de vijandelijke linkerflank vernietigen. Hij kwam tot dit plan door de inplanting van de verschillende bruggen. De lagere brug (later bekend als de Burnsidebrug) werd gedomineerd door sterke Zuidelijke stellingen. De middelste brug op de Boonsboro Road kon onder vuur genomen worden door de Zuidelijke artillerie die op de heuvels rond Sharpsburg stond. De hoger gelegen brug lag 3 km buiten het bereik van de vijandelijke artillerie. McClellan zou de helft van zijn leger inzetten voor de aanval. Twee korpsen zouden voorop gaan, daarna gevolgd door een derde en eventueel een vierde korps. Met een vijfde korps zou hij de Zuidelijke rechterflank aanvallen om Lee af te leiden. De reserves zou hij inzetten als een van beide aanvallen zou lukken. Lee begreep uit het gevecht bij East Woods, wat McClellan's bedoelingen waren en paste daar zijn verdediging op aan. Hij verplaatste soldaten naar zijn linkerflank en stuurde boodschappers naar de generaals die nog niet gearriveerd waren om op te schieten. Dit waren McLaws met twee divisies en A.P. Hill met één divisie.
De veldslag op de daaropvolgende dag kan worden gezien als drie gescheiden, grotendeels ongecoördineerde, veldslagen: 's ochtends in het noorden van het slagveld, op het midden van de dag in het centrum en 's middags in het zuiden. Het gebrek aan coördinatie en concentratie van McClellan's leger had tot gevolg, dat het Noordelijke overwicht van twee tegen één niet tot gelding kwam, omdat Lee zijn verdedigende strijdkrachten mee verplaatste met elke aanval.

### ’s Ochtends: De Zuidelijke linkerflank

Aanvallen van het I Corps, 05.30u tot 07.30u.

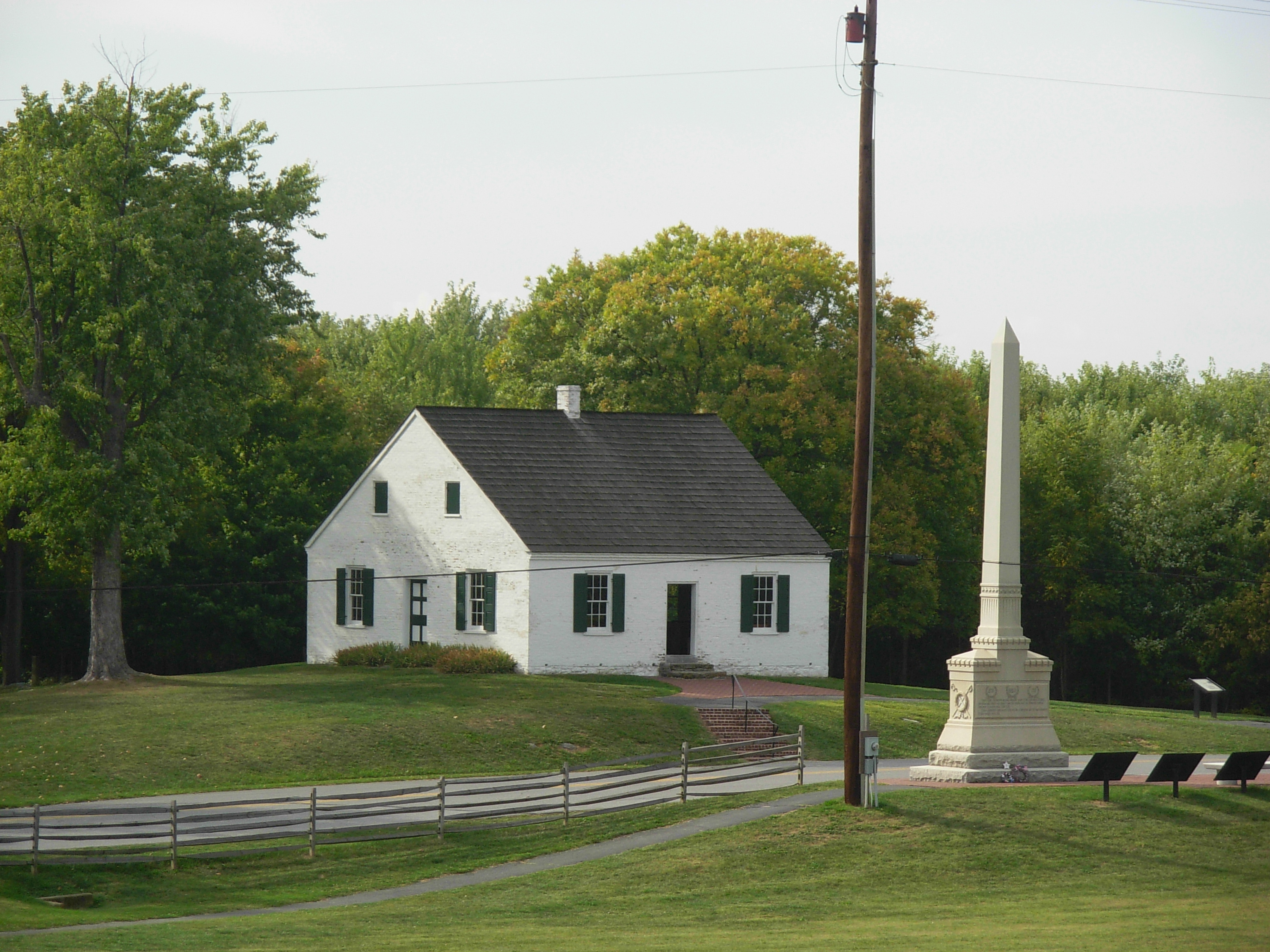
De Dunker Church bij Antietam

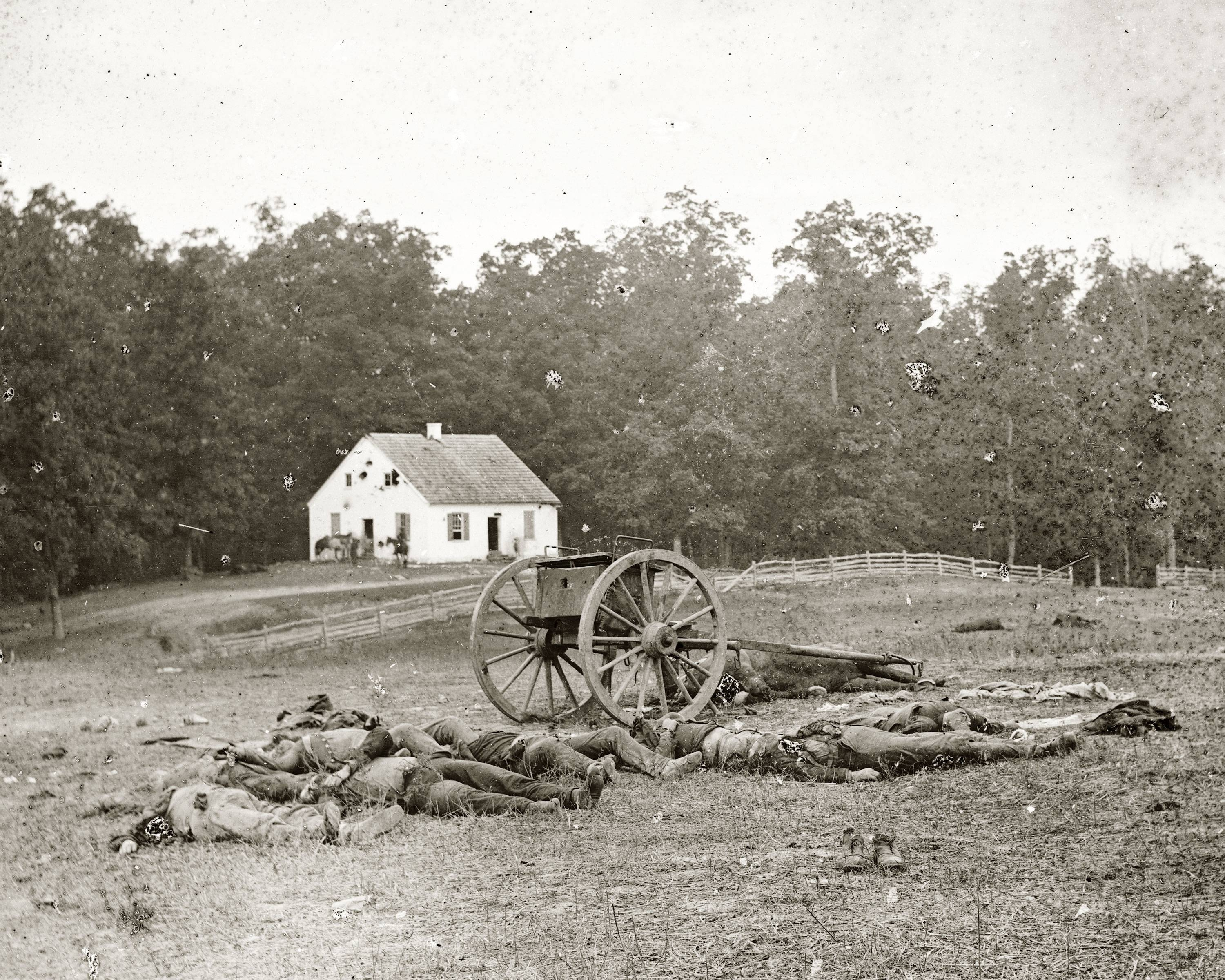
De Dunker Church na 17 september 1862. Noordelijke en Zuidelijke soldaten liggen dood op het slagveld.

De veldslag begon op 17 september met een aanval langs de Hagerstown Turnpike door het Noordelijke I Corps rond 05.30u. Hookers doel was het plateau waar Dunker Church lag. Hij had ongeveer 8.600 soldaten tot zijn beschikking tegenover de 7.700 Zuidelijke verdedigers onder Jackson. Hooker's artillerie opende het vuur op Jacksons troepen over een maïsveld bij de boerderij van Miller. Het artillerie- en geweervuur werkte als een zeis, en haalde al het maïs neer. Doubledays divisie vormde de rechterflank van de aanval. Ricketts vormde de linkerflank en trok op naar de East Woods en Meades Pennsylvania Reserves divisie vormde het centrum en de reserve. Jacksons verdedigingslinie werd bemand door de divisies van Lawton en Jones langs de West Woods, over de Turnpike en langs de zuidzijde van Miller Cornfield. Vier brigades werden in reserve gehouden.
Toen de eerste Noordelijke soldaten vanuit de North Woods kwamen richting Cornfield barstte een artillerieduel los. De Zuidelijke artillerie in deze sector bestond uit de bereden artillerie van J.E.B. Stuart en vier batterijen van kolonel Stephen D. Lee. Ze stonden opgesteld tegenover de pike vanaf Dunker Church en dan in zuidelijke richting. De Noordelijke artillerie beantwoordde het vuur met negen batterijen die op een helling achter de North Woods stonden opgesteld en vier 20-ponds Parrot kanonnen die 3 km verderop stonden. Het duel kostte veel slachtoffers aan beide zijden.
Toen Hooker de glinstering van Zuidelijke bajonetten in het Cornfield zag, liet hij de infanterie halt houden en vier batterijen werden naar voor gebracht.

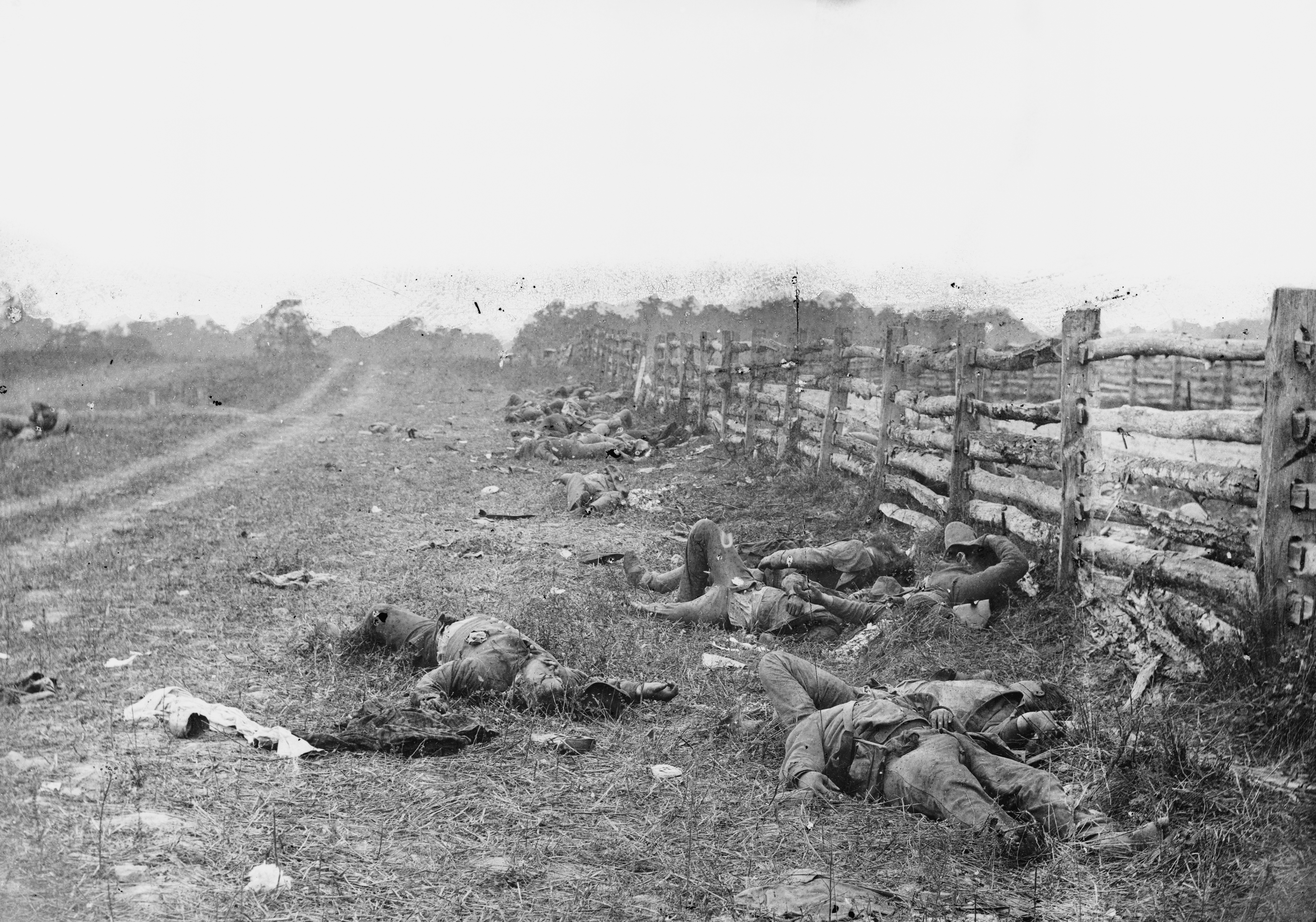
Gesneuvelde Zuidelijke soldaten van Starke's Louisiana Brigade, op de Hagerstown Turnpike, ten noorden van de Dunker Church.

Meades 1ste brigade onder leiding van brigadegeneraal Truman Seymour rukte op door de East Woods en vuurden geweersalvo’s af op kolonel James Walkers brigade met soldaten van Alabama, Georgia en North Carolina. Toen Seymours soldaten teruggedrongen werden door Walkers brigade en Zuidelijke artillerie, rukte Ricketts divisie op. Deze werd aan flarden geschoten door de vijandelijke artillerie. Brigadegeneraal Abram Duryées brigade werd zwaar onder vuur genomen door de brigade van kolonel Marcellus Douglass. Duryée trok zich terug toen hij van grote afstand beschoten werd en geen versterkingen kreeg.
De verwachte versterkingen, onder leiding van brigadegeneraal Hartsuff en kolonel Christian, geraakten moeilijk ter plaatse. Hartsuff werd geraakt door een granaatscherf waarna Christian van zijn paard sprong en in shock vluchtte. Toen de mannen opnieuw geordend waren in het Cornfield werden ze nog altijd beschoten door dezelfde artillerie en infanterie. Toen de Noordelijke druk toch enig gewicht in de schaal begon te leggen, kwamen de Louisiana "Tiger" Brigade van Harry Hays in actie en verjoeg de Noordelijken terug naar de East Woods. De 12th Massachutsetts Infantry verloor 67% van zijn mankracht. Dit was het hoogste verlies van alle eenheden op die dag. De Tigers werden op hun beurt terug gedrongen toen de Noordelijken een nieuwe batterij opstelden en vanuit het Cornfield op hen vuurden. Ze verloren 323 van de 500 manschappen.
Terwijl de strijd in het Cornfield bloedig maar onbeslist bleef, boekten de Noordelijken enkele honderden meter westelijker meer succes. De 4th brigade van Doubledays divisie, ook wel gekend als de Iron Brigade onder leiding van John Gibbon rukte op vanuit de turnpike over het Cornfield naar de West Woods. Jacksons soldaten werden teruggedrongen. De Noordelijke aanval werd gestopt door een tegenaanval van 1.150 soldaten van Starkes brigade. De Zuidelijke brigade werd op haar beurt gestopt door hevig geweervuur van de Iron Brigade. Starke werd dodelijk getroffen. Opnieuw werd de Noordelijke opmars voortgezet en sloeg een gat in Jacksons linie. Hookers korps boekte vooruitgang ondanks de grote verliezen.
Net na 07.00u arriveerden Zuidelijke versterkingen. De divisies van McLaws en Richard H. Anderson hadden de nacht door gemarcheerd vanuit Harpers Ferry. Rond 07.15u werd George T. Andersons brigade door Lee van de rechterflank naar Jacksons linkerflank verplaatst.
Jacksons verdediging werd om 7.00 uur versterkt door de 2.300 man sterke divisie van John Bell Hood, wiens Texanen extra furieus aanvielen, omdat ze hun eerste warme ontbijt in dagen hadden moeten onderbreken. Deze werden bijgestaan door drie brigades van Daniel H. Hills divisie en Jubal Earlys brigade die voordien de bereden artillerie van J.E.B. Stuart had ondersteund. Enkele officieren van de Iron Brigade waren erin geslaagd om soldaten te hergroeperen rond Battery B, 4th U.S. Artillery. Hoods soldaten kregen het zwaar te verduren. Ze verloren meer dan 60% van hun effectief. Toch sloegen ze de aanval af. Toen een mede-officier aan Hood vroeg waar zijn divisie was, antwoordde Hood: "Dood op het veld."
Ook Hookers soldaten betaalden een zware prijs zonder hun doelstellingen te bereiken. Na twee uur en 2.500 slachtoffers stonden ze opnieuw op hun beginpunt. Het maïsveld dat ongeveer 250 m bij 400 m mat was volledig verwoest. Er werd hard gevochten om het bezit van het maïsveld: volgens sommige getuigen wisselde het veld die ochtend wel vijftien keer van eigenaar. Hooker riep de hulp in van het XII Corps van Mansfield, ongeveer 7.200 man sterk.

Aanvallen van het XII Corps tussen 07.30u en 09.00 u

De helft van Mansfield soldaten waren ongetrainde rekruten. Ook Mansfield zelf was onervaren. Hij leidde dit Corps maar twee dagen. Hoewel hij 40 jaar militaire dienst achter de rug had, had hij nog nooit een korps geleid. Bang dat zijn soldaten zouden breken onder vuur liet hij ze in gesloten formatie oprukken, dus tien rangen diep in plaats van de normale twee. Toen deze soldaten de East Woods bereikten, vormden ze een prachtig artilleriedoelwit. Mansfield werd geraakt door een scherpschutter en stierf later die dag. Alpheus Williams nam het bevel over van het XII Corps.
De rekruten van Mansfields 1st division boekten geen vooruitgang tegen Hood die versterkt was door Daniel H. Hills divisies van Colquitt en McRae. De 2nd Division onder leiding van George Sears Greene braken wel door de linie van McRae. Ze vluchtten, omdat ze dachten, dat ze in de flank werden aangevallen. Deze doorbraak dwong Hood om zijn mannen te hergroeperen in de West Woods. Greene bereikte Dunker Church en verjoeg Stephen Lee’s batterijen. Nu was het terrein ten oosten van de Turnpike in Noordelijke handen.
Hooker probeerde opnieuw een slaglinie te formeren om de aanval voort te zetten met het I Corps. Kort hierna werd Hooker in zijn voet geraakt en van het slagveld afgevoerd. Omdat Hooker’s plaatsvervanger, generaal Ricketts, ook gewond was, nam generaal Meade het commando over I Corps over. Greene’s soldaten kwamen onder zwaar vuur te liggen en moesten zich terugtrekken.
In een poging om de linkerflank van de Zuidelijken te keren en de druk op Mansfield's troepen te verlichten viel generaal-majoor John Sedgwicks divisie van II Corps (onder generaal-majoor Edwin V. Sumner) om 07.20u de West Woods binnen. Sedgwicks divisie van 5.400 soldaten was het eerste die de Antietam had overgestoken toen het East Woods binnentrok. Ze moesten de Zuidelijken in de armen van Burnsides aanval jagen. Het plan ging de mist in toen William H. Frenchs divisie geïsoleerd raakte en toen Sumner om 09.00u de divisie een roekeloze aanval en masse liet uitvoeren zonder voldoende verkenning vooraf. Zijn troepen werden van drie kanten aangevallen en in minder dan een half uur waren ze tot stilstand gebracht met meer dan 2200 slachtoffers.
De laatste aanval in de voormiddag viel rond 10.00u toen twee regimenten van het XII Corps oprukten. Ze werden onder vuur genomen door de net gearriveerde divisie van John G. Walker. De gevechten vonden plaats tussen de Cornfield en de West Woods. Toch kon Walker de druk niet weerstaan en moest de West Woods prijsgeven.
De ochtendfase kostte meer dan 12.000 slachtoffers, waaronder twee Noordelijke legerkorps-commandanten.

### Midden van de dag: het Zuidelijke centrum

Aanvallen van het XII en II Corps tussen 09.00u en 13.00u

Tegen de middag verplaatste de focus van de slag zich naar het centrum van de Zuidelijke linies. Sumner had meegevochten in de aanval van Sedgwicks divisie. Een van zijn andere divisies onder leiding van French sloeg verkeerd af, marcheerde in zuidelijke richting en raakte geïsoleerd. Toen French op scherpschutters botste, liet hij zijn soldaten aanvallen. Ondertussen had Sumners aide-de-camp en zoon French gelokaliseerd en de zware gevechten bij de West Woods beschreven aan zijn vader. French kreeg het bevel om het Zuidelijke centrum aan te vallen.
French nam het op tegen Daniel H. Hills divisie. Hill had ongeveer 2.500 soldaten onder zich of ongeveer de helft van de Noordelijke sterkte onder leiding van French. Drie van zijn vijf brigades waren zwaar gehavend door de strijd in de voormiddag. Dit punt in Longstreets linie vormde in theorie de zwakste schakel. Toch bemanden Hills mannen een sterke defensieve linie. Een holle weg vormde natuurlijke loopgraven.
French lanceerde rond 09.30u een reeks van aanvallen met brigades op geïmproviseerde Zuidelijke stellingen. De eerste brigade die aanviel onder brigadegeneraal Max Weber werd neergemaaid. De artillerie was nog niet in actie gekomen. De tweede aanval onder leiding van kolonel Dwight Morris kwam eveneens onder zwaar geweervuur te liggen, maar kon een tegenaanval van de Alabama Brigade van Robert Rodes afslaan. De derde aanval, van brigadegeneraal Nathan Kimball met verschillende veteranenregimenten, kon evenmin een doorbraak forceren. In 1 uur verloor French 1.750 van de 5.700 soldaten.
Er arriveerden versterkingen aan beide zijden. Rond 10.30u stuurde Robert E. Lee zijn laatste reserve in de strijd, die bestond uit de 3.400 soldaten van generaal-majoor Richard H. Anderson, om Hills linie te versterken. Met deze reserve plande hij eveneens een aanval op de linkerflank van French. Tegelijkertijd arriveerde de 4.000 man sterke divisie van Richardson op Frenchs linkerflank. Dit was de laatste van Sumners divisies die in de strijd kon geworpen worden. Richardsons eenheden deelden de eerste slag uit.
De vierde aanval van de dag op de Sunken Road werd uitgevoerd door de Irish Brigade van brigadegeneraal Thomas F. Meagher. De Ierse immigranten verloren 540 mannen voor ze zich mochten terugtrekken.
Generaal Richardson stuurde persoonlijk de brigade van brigadegeneraal John C. Caldwell in de strijd en deed het tij keren. De Zuidelijke divisie van Anderson had weinig steun kunnen bieden nadat Anderson zelf gewond raakte. Ook andere bevelhebbers werden uitgeschakeld waaronder George B. Anderson, kolonel Charles Courtenay Tew van de 2nd Carolina en kolonel John B. Gordon van de 6th Alabama. Deze verliezen hadden rechtstreekse gevolgen voor de komende gebeurtenissen.
Terwijl Caldwells brigade rond de Zuidelijke rechterflank trok, merkten kolonel Francis C. Barlow en 350 soldaten van de 61st en 64th New York een zwak punt op in de vijandelijke linie. Ze namen een kleine heuvel in die de Sunken Road domineerde. Ze vuurden keer op keer op de vijandelijke linie. In een poging om deze dreiging het hoofd te bieden, begreep luitenant-kolonel James N. Lightfoot een bevel van Rodes verkeerd. Lightfoot liet zijn soldaten rechtsomkeert maken en trok zich terug in plaats van aan te vallen. De andere vier regimenten van de brigade volgden het voorbeeld en stroomden Sharpsburg in.
Richardsons soldaten zetten vol enthousiasme de achtervolging in tot snel samengebrachte artillerie van Longstreet een eind maakte aan de achtervolging. Tweehonderd soldaten van Daniel H. Hill voerden een tegenaanval uit en flankeerden de vijandelijke linkerflank op de heuvel bij de Sunken Road. Hoewel deze aanval afgeslagen werd door de 5th New Hampshire, voorkwam deze gebeurtenis de ineenstorting van het Zuidelijke centrum. Tegen zijn zin trok Richardson zijn divisie terug naar het noorden van de heuvelrug die voor de Sunken Road lag. Hij had ongeveer 1.000 soldaten verloren. Kolonel Barlow was ernstig gewond, net als Richardson die later zou overlijden aan zijn verwondingen. Winfield S. Hancock nam het bevel van de divisie over. Dit luidde een pauze in.

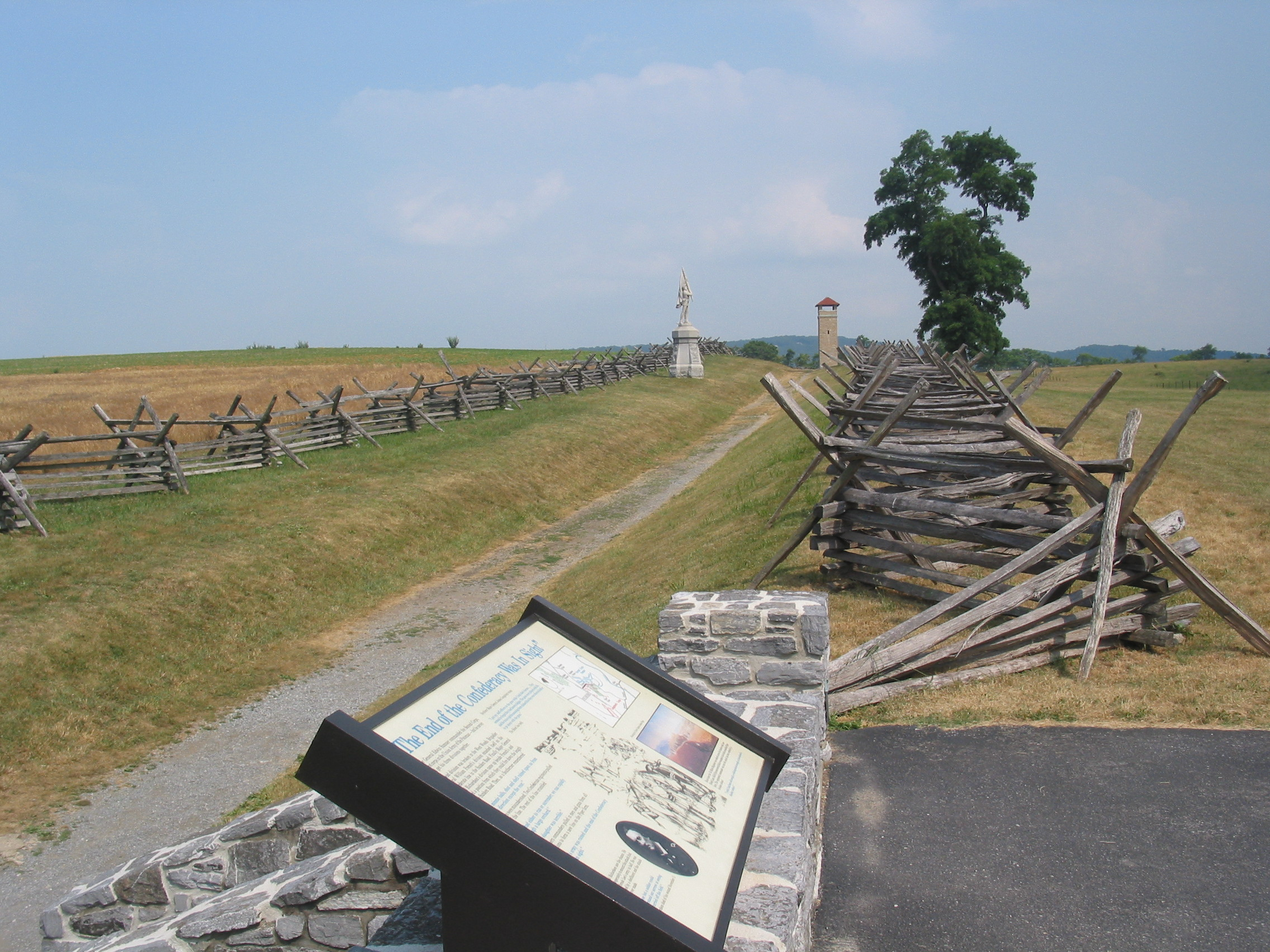
Bloody Lane in 2005.

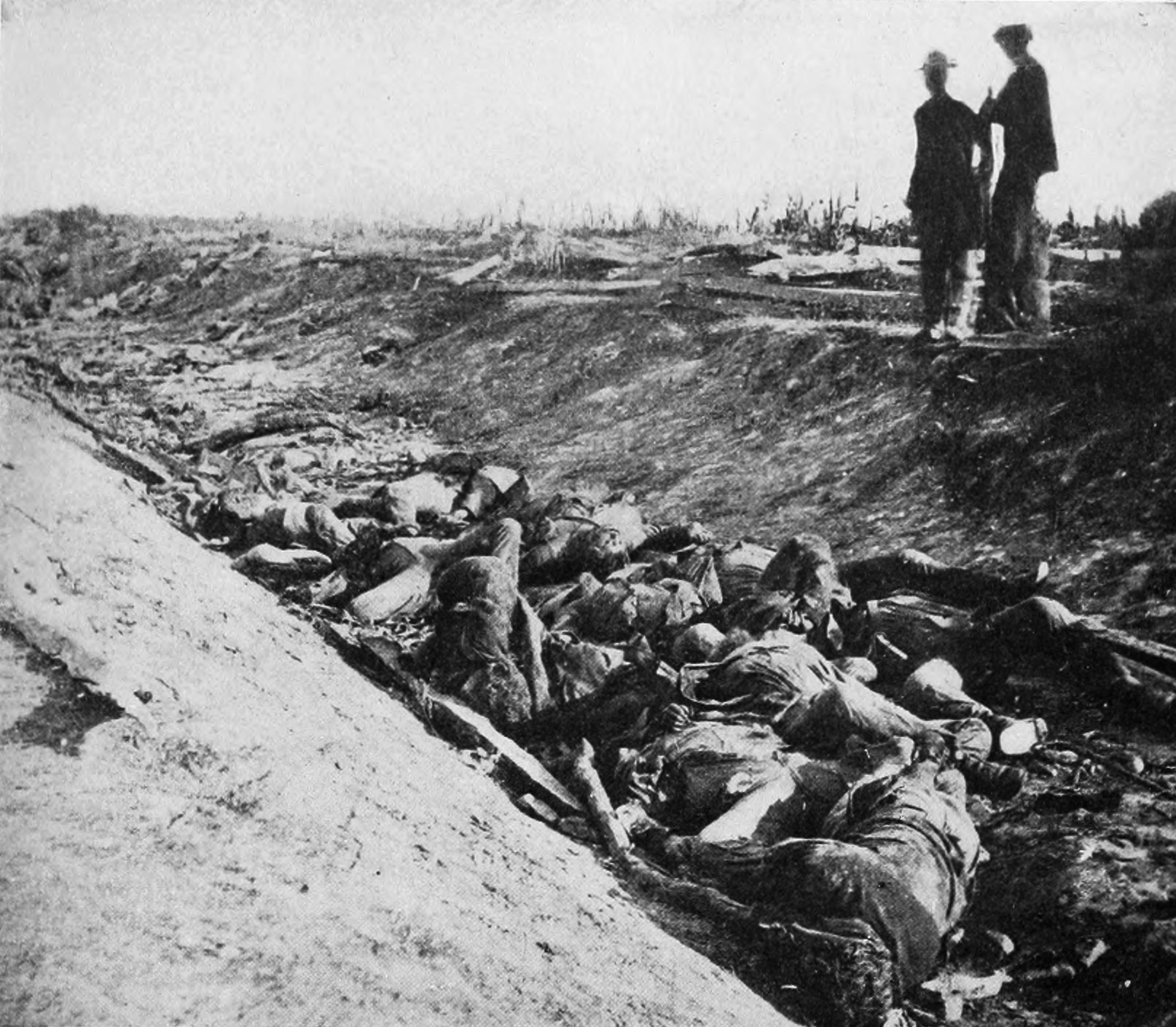
Zuidelijke doden in "Bloody Lane" na de slag bij Antietam, 1862.

Door de slachting tussen 09.30u en 13.00u langs de sunken Road kreeg deze plaats de bijnaam Bloody Lane. Langs de 800 m lange weg lagen 3.000 Noordelijke en 2.600 Zuidelijke doden en gewonden. Toch was dit een mooie kans voor de Noordelijken. De Zuidelijke slaglinie in deze sector was tijdelijk gebroken, waardoor het leger van Lee in twee delen kon gedeeld worden. Er waren genoeg Noordelijke troepen beschikbaar om dit te verwezenlijken. Er stond een reserve van 3.500 cavaleristen en 10.300 infanteristen klaar van Porters V Corps op ongeveer 1.5 km. Het VI Corps was net ter plaatse gekomen met 12.000 soldaten. Generaal-majoor William B. Franklin van het VI Corps stond klaar om de doorbraak te forceren. Hij werd echter tegengehouden door Sumner. Franklin deed nog een beroep op McClellan, die na het horen van alle argumenten Sumner steunde. Franklin en Hancock moesten blijven waar ze waren.

### Namiddag: De Zuidelijke rechterflank

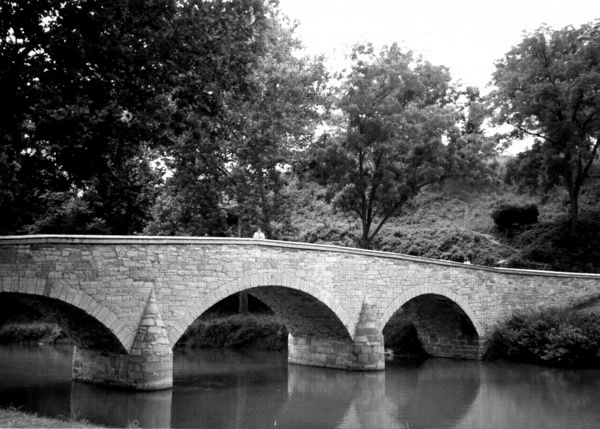
Burnside's Bridge

Aanvallen door het IX Corps van 10.00u tot 16.30u

Ten zuidoosten van het stadje aan de Noordelijke linkerflank was generaal-majoor Ambrose Burnside's IX Corps gestrand sinds 9.30 uur bij pogingen om een brug over Antietam Creek over te steken. Hij had opdracht om een afleiding te creëren van de hoofdaanval (Hooker, aan de rechterkant) en die zo mogelijk uit te buiten. Door onvoldoende verkenning was hij er zich niet van bewust, dat er diverse doorwaadbare plaatsen waren voor de infanterie, waardoor hij drie uur verspilde bij de brug - die later Burnside's Bridge genoemd zou worden. Burnside had vier divisies (12.500 soldaten) en 50 kanonnen onder zijn leiding. Tegenover hem stond een sterk in kracht verminderde vijand. Een deel van de eenheden was door Lee naar de linkerflank gestuurd om de Noordelijke aanvallen te weerstaan. Bij het aanbreken van de dag stonden de divisies van David R. Jones en John G. Walker in sterke defensieve stellingen. Tegen 10.00u waren Walkers en George T. Andersons brigade naar andere sectoren overgebracht. Jones kon nog maar 3.000 soldaten en 12 kanonnen tegen Burnside inzetten. Vier uitgedunde brigades verdedigden de hellingen bij Sharpsburg. Ze stonden opgesteld op een plateau gekend als Cemetery Hill. 400 soldaten, de 2nd en 20th Georgia, en twee kanonnen onder leiding van brigadegeneraal Robert Toombs verdedigden Rohrbach’s Bridge. Dit was een stenen constructie die de meest zuidelijke oversteekplaats was over de Antietam. Het zou de geschiedenis ingaan als Burnside's Bridge. De brug was een moeilijk in te nemen doel. De weg ernaartoe liep parallel aan de Creek, waardoor de opmarcherende soldaten gemakkelijk beschoten konden worden. De brug werd beheerst door een 30 m hoge, beboste heuvel op de westelijke oever. De vele blokken en rotsen vormden perfecte dekking voor Zuidelijke scherpschutters.
Antietam Creek in deze sector was zelden breder dan 15 m. Verschillende stukken waren niet dieper dan de heupen en buiten Zuidelijk bereik. Burnside werd later sterk bekritiseerd omdat hij het gebied onvoldoende had verkend en de verschillende doorwaadbare plaatsen niet had ontdekt. Toch vormde de oversteek van een ondiepe Creek het gemakkelijkste deel van een anders moeilijke opgave. Burnside concentreerde zich op het bestormen van de brug, terwijl tegelijkertijd McClellans genietroepen een doorwaadbare plaats zouden oversteken een kleine kilometer stroomafwaarts. Toen de genie ter plaatse kwam, waren de oevers te steil om bruikbaar te zijn. Terwijl kolonel George Crook’s Ohio Brigade de voorbereidingen trof om de brug te veroveren. Ze zouden ondersteund worden door de divisie van brigadegeneraal Samuel Sturgis. Ondertussen worstelde een deel van de Kanawha Divisie en brigadegeneraal Rodmans divisie zich door bebost gebied om Snavely’s Ford te bereiken. Via deze plaats zouden ze de Zuidelijken in de flank aanvallen.

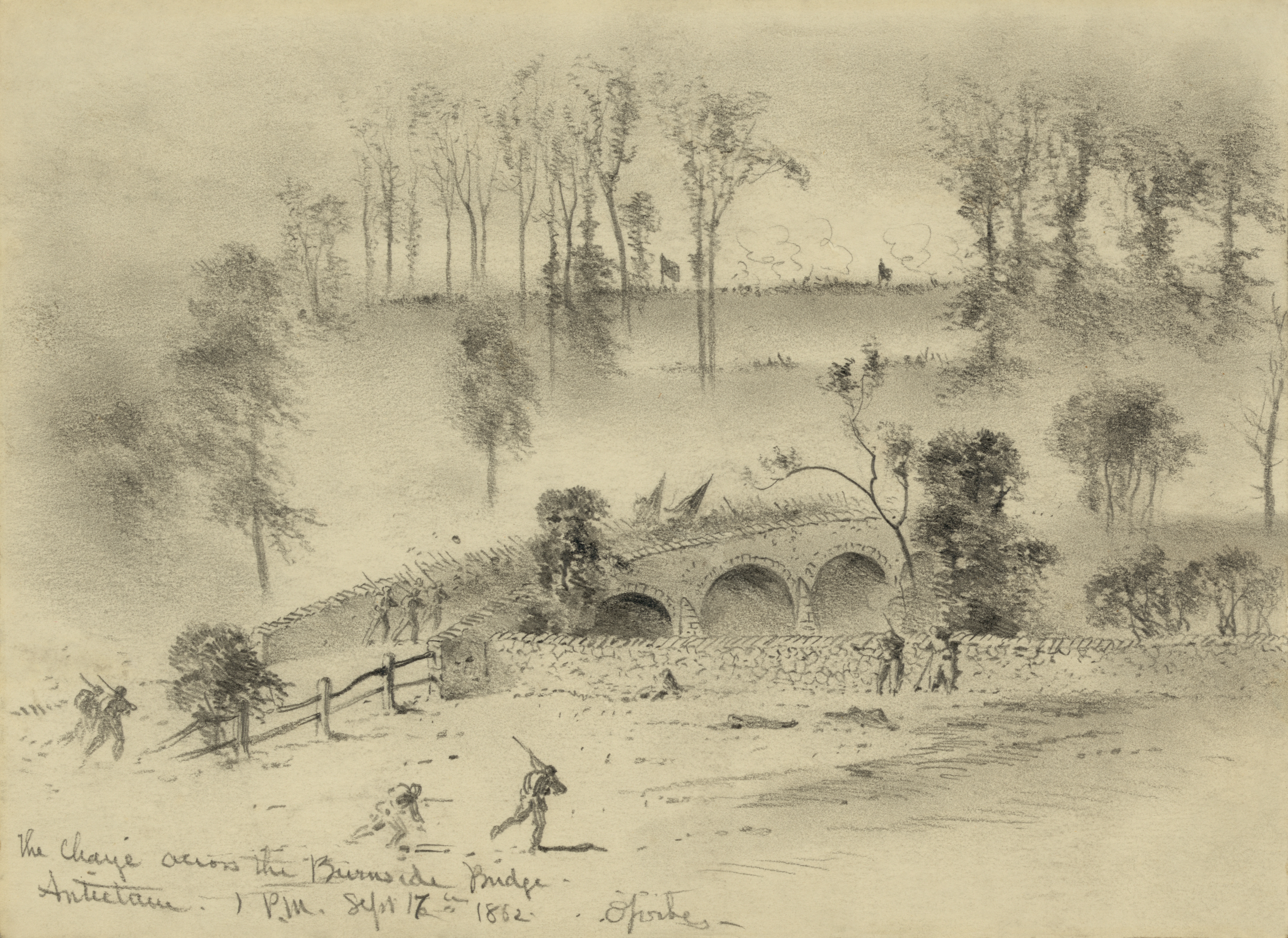
Aanval van de 51st New York en 51st Pennsylvania over Burnside's Bridge.

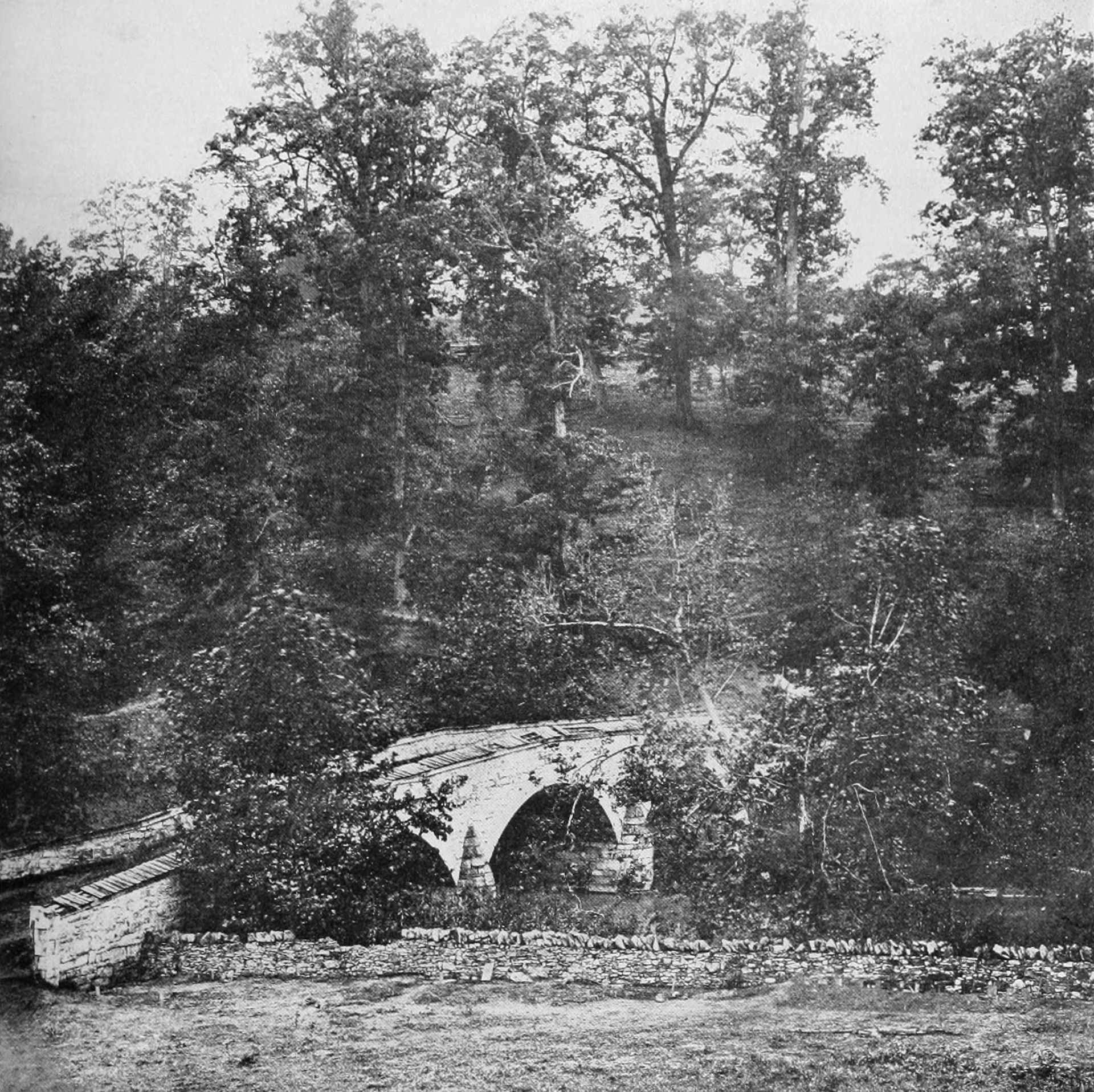
Zuidelijke batterijen op de heuvels boven de brug beschieten Noordelijke infanterie.

Crooks aanval op de brug werd uitgevoerd door de scherpschutters van de 11th Connecticut. Zij moesten de brug van de vijand zuiveren voor de rest van de brigade zou aanvallen. Na een zwaar vuurgevecht van een kwartier trokken de scherpschutters zich terug. Ze verloren 139 soldaten of een derde van hun effectief. Ook hun bevelhebber, kolonel Henry W. Kingsbury, werd dodelijk getroffen. De hoofdaanval liep volledig in het honderd toen zijn soldaten 400 m voorbij de brug aan de Creek verschenen en de komende uren salvo’s uitwisselden met de Zuidelijken.
Terwijl Rodmans divisie naar Snavely’s Ford ploeterde, vielen Burnside en Cox voor de tweede maal de brug aan. De 2nd Maryland en de 6th New Hampshire (van Sturgis’ divisie) gingen voorop. Hun aanval liep op niets uit door vijandelijk artillerievuur en scherpschutters. Ondertussen was het middag en begon McClellan zijn geduld te verliezen. Hij stuurde koeriers naar Burnside met de boodschap om zo snel mogelijk de brug in te nemen. Hij voerde de druk op door zijn inspecteur-generaal te sturen, namelijk kolonel Delos B. Sackett, waarop Burnside antwoordde: "McClellan denkt blijkbaar dat ik mijn plicht verzuim om de brug te veroveren. U bent nu al de derde of vierde persoon die deze voormiddag mij dezelfde bevelen komt brengen."
De derde poging om de brug te veroveren vond plaats om 12.30u door een andere brigade van Sturgis die onder leiding van brigadegeneraal Edward Ferrero stond. De 51st New York en de 51st Pennsylvania openden de aanval. Door een goede ondersteuning van de artillerie en vooropgestelde whiskeyrantsoenen veroverden ze de vijandelijke stellingen op de oostelijk oever. Ze draaiden een buitgemaakte houwitser om en schoten van dichtbij op de brug. Tegen 13.00u was de Zuidelijke munitie vrijwel op terwijl Rodmans soldaten eindelijk over Snavely’s Ford waren geraakt. De Zuidelijken trokken zich terug na de brug drie uur lang verdedigd te hebben. De Noordelijken telden 500 slachtoffers tegenover slechts 160 Zuidelijken.
Burnsides aanval stokte opnieuw. Zijn officieren hadden te weinig munitie over de brug gestuurd. Dit vertraagde de volgende aanval opnieuw twee uur. Generaal Lee gebruikte deze kostbare tijd om zijn rechterflank te versterken. Hij verplaatste alle beschikbare artillerie. D. R. Jones' brigade kreeg evenwel geen versterking. Lee hoopte, dat de divisie van A.P. Hill niet lang meer op zich zou laten wachten. Ze marcheerden 27 km van Harpers Ferry naar de rechterflank van Lees leger. Tegen 14.00u bereikten ze Boteler’s Ford. Rond 14.30u kwamen de eerste eenheden aan op het slagveld en werden onmiddellijk naar de rechterflank van Jones gestuurd.
De Noordelijken wisten niet, dat er 3.000 vijanden bijgekomen waren. Burnside wilde de verzwakte vijandelijke rechterflank aanvallen door het centrum in de achterhoede aan te vallen. Rond 15.00u vertrok Burnside met 8.000 soldaten en 22 kanonnen terwijl Sturgis’ divisie in reserve gehouden werd.
De eerste aanval werd uitgevoerd door de 79th New York "Cameron Highlanders" tegen de verzwakte disivie van Jones. Jones werd teruggedrongen naar Cemetery Hill op 200 m van Sharpsburg. Rodmans divisie rukte op naar Harpers Ferry Road. De voorste brigade onder leiding van kolonel Harrison Fairchild, waaronder de zoeaven van de 9th New York, werden zwaar onder vuur genomen door een vijandelijke batterij. Toch rukten ze verder op. In de straten van Sharpsburg heerste paniek. De hoofdstraat was vol terugtrekkende Zuidelijke soldaten. Van de vijf brigades van Jones was alleen die van Toombs nog intact. Het telde echter maar 700 soldaten.
A.P. Hills divisie arriveerde om 15.30u. Hij verdeelde zijn colonne. Twee brigades stuurde hij in zuidoostelijke richting, om zijn flank te beveiligen. De andere drie brigades, ongeveer 2.000 soldaten, stelden zich op bij de rechterflank van Toombs brigade en maakten zich op voor de tegenaanval. Om 15.40u viel brigadegeneraal Maxcy Greggs brigade de linkerflank van Rodman aan in een maïsveld. De onervaren Noordelijken konden de druk niet weerstaan. De 4th Rhode Island kwam te hulp gesneld. Door de hoge korenaren en de ontstane verwarring had hun geweervuur weinig effect. Verschillende Zuidelijke soldaten droegen buitgemaakte Noordelijke uniformen uit Harpers Ferry. Ook de 4th Rode Island brak en zette het op een lopen. Een tegenaanval van de Kanawhadivisie liep op niets uit.
Het IX Corps verloor 20% van zijn effectief. Toch hadden ze nog altijd tweemaal zoveel mannen als de Zuidelijken. Ontdaan door de ineenstorting van zijn linkerflank liet Burnside zijn soldaten terugtrekken naar de westelijke oever van de Antietam. Daar vroeg hij om dringend versterkingen te sturen. McClellan kon slechts één batterij sparen. Hij had echter twee volledige korpsen in reserve, het V en VI Corps. Hij was te voorzichtig, omdat hij een zware Zuidelijke tegenaanval verwachtte. Burnsides soldaten bewaakten de rest van de dag de brug waar zoveel levens verloren waren gegaan.

## Gevolgen

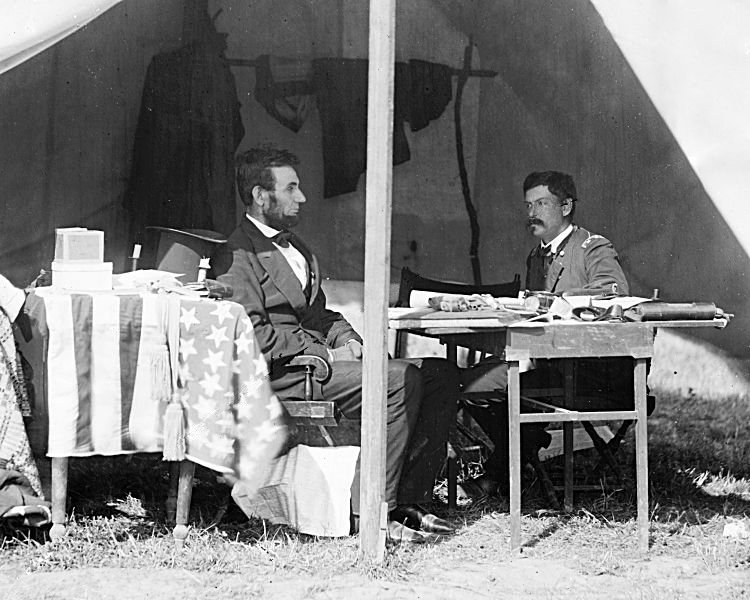
President Lincoln en generaal George B. McClellan in de tent van de generaal nabij het slagveld van Antietam.

De veldslag was over om 17.30 uur. De verliezen aan beide zijden waren zwaar: het Noorden telde 12.410 slachtoffers, waarvan ongeveer 2108 doden; het Zuiden 10.318 waarvan ongeveer 1.546 doden. Er stierven meer soldaten die dag dan gelijk welke ander dag in de Amerikaanse militaire geschiedenis. Met andere woorden, 25% van de Noordelijke en 31% van de Zuidelijke soldaten waren uitgeschakeld. Verschillende generaals verloren het leven waaronder generaal-majoor Joseph K. Mansfield en Israel B. Richardson en brigadegeneraal Isaac P. Rodman aan Noordelijke zijde en brigadegeneraal Lawrence O. Branch en William E. Starke voor de Zuidelijken
Op de avond van 18 september, na een wapenstilstand tussen beide partijen om hun gewonden te verzamelen, begon het leger van Lee zich terug te trekken over de Potomac om naar Virginia terug te keren.
Lincoln realiseerde zich dat McClellan's voorzichtige en klunzige acties de reden waren dat de veldslag onbeslist was geëindigd in plaats van in een vernietigende Noordelijke overwinning. De president was nog meer verbaasd over de onwil van McClellan om tussen 17 september en 26 oktober de vijand te achtervolgen over de Potomac en dit na verschillende rechtstreeks bevelen. McClellan voerde aan dat hij te weinig voorraden had en dat hij zijn leger wilde sparen. McClellan werd op 7 november ontheven van het bevel over de Army of the Potomac door Lincoln. Dit was eveneens het einde van zijn militaire loopbaan.
Omdat Lee gedwongen was zijn inval in het Noorden af te blazen, werd deze veldslag door tijdgenoten als een Noordelijke strategische overwinning gezien. Lincoln was door zijn kabinet geadviseerd om te wachten met het bekendmaken van zijn Emancipatieproclamatie (die van kracht werd op 1 januari 1863) tot na een Noordelijke overwinning, om de perceptie te voorkomen dat het een uit nood geboren maatregel was. Deze overwinning en Lincoln's proclamatie weerhielden de grote mogendheden Frankrijk en Groot-Brittannië ervan om de Confederatie te erkennen: toen de afschaffing van de slavernij werd gekoppeld aan de voortgang van de oorlog konden beide landen de politieke wil niet opbrengen om tegen de Verenigde Staten te zijn.
Eerste Slag bij Bull Run · Tweede Slag bij Bull Run · Slag bij Antietam · Slag bij Fredericksburg · Slag bij Chancellorsville · Slag bij Gettysburg · Slag in de Wildernis · Slag bij Spotsylvania Court House · Slag bij Cold Harbor · Beleg van Petersburg